# Maltský parlament
Maltský parlament (Maltsky: Il-Parlament ta 'Malta nebo také Il-Maħdet ta' Malta) je ústavní zákonodárný sbor na Maltě, se sídlem ve Vallettě. Parlament je jednokomorový.
V letech 1921 až 1933 byl parlament dvoukomorový a skládal se ze Senátu a Zákonodárného sboru.

## Sídlo
V letech 1921 až 2015 byla budova parlamentu umístěna v paláci velmistrů ve Vallettě. Od 4. května 2015 se poslanci schází v budově parlamentu poblíž městské brány Valletty.

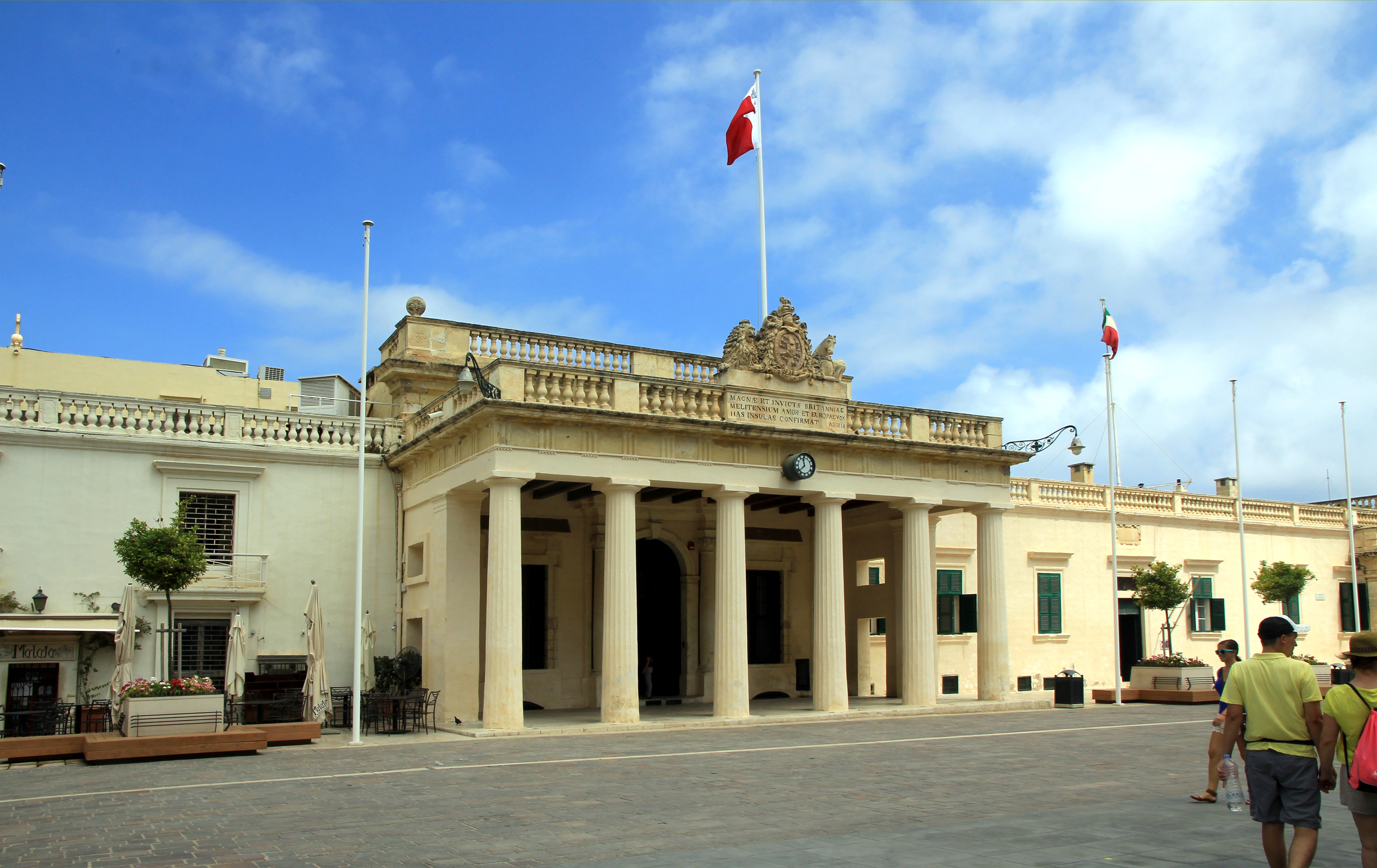
Palác velmistrů, bývalé sídlo parlamentu

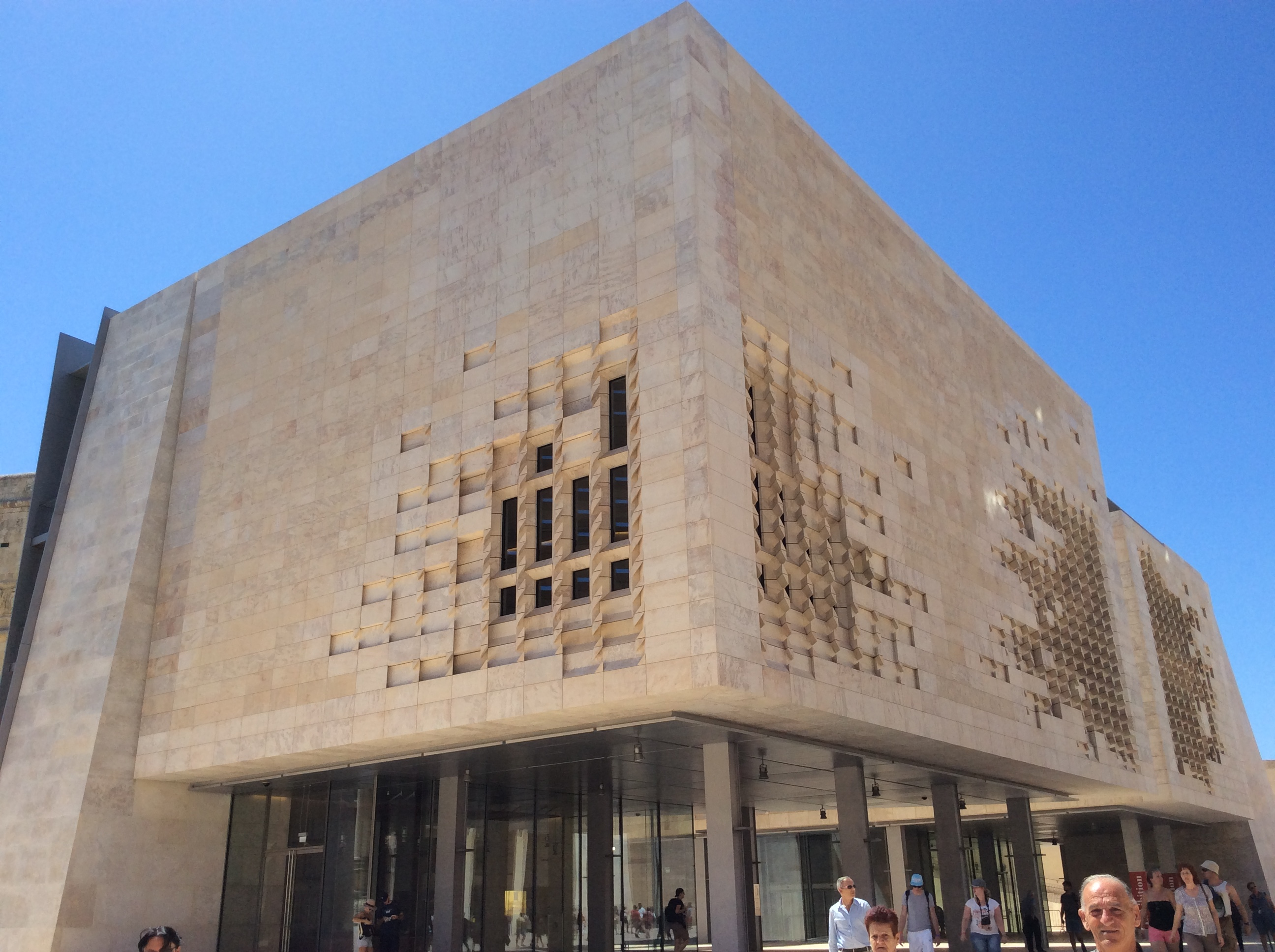
Budova parlamentu, současné sídlo parlamentu